# Aqueduc des Pegões

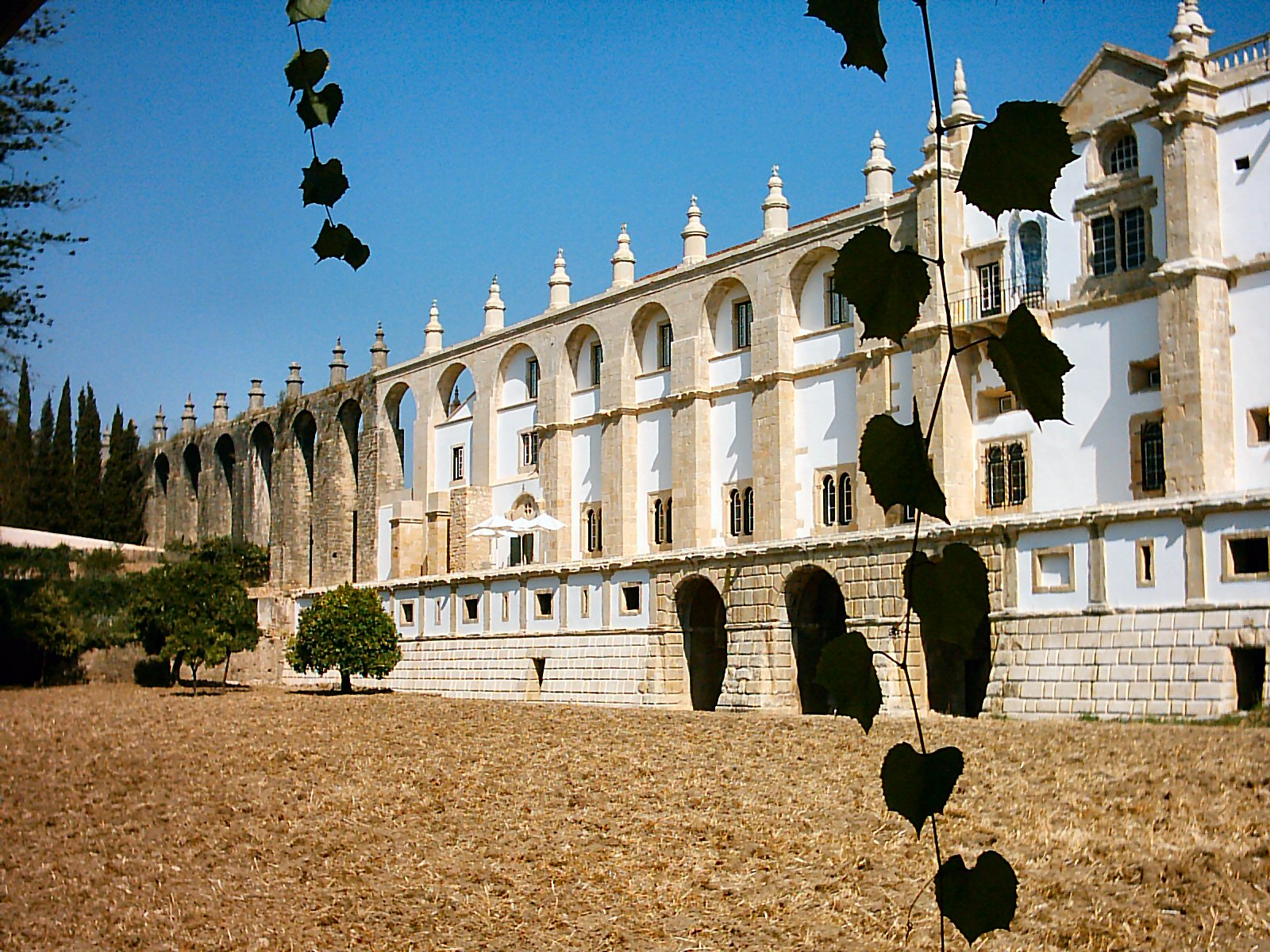
Arrivée de l'aqueduc au Couvent de l'Ordre du Christ, à Tomar

L'aqueduc des Pegões (portugais : aqueduto dos Pegões) ou aqueduc du couvent du Christ (aqueduto do Convento de Cristo) a été construit pour l'alimentation en eau du couvent de l'Ordre du Christ (Convento de Cristo) à Tomar, Portugal, inscrit depuis 1983 sur la Liste du patrimoine mondial de l'Unesco.

## Historique

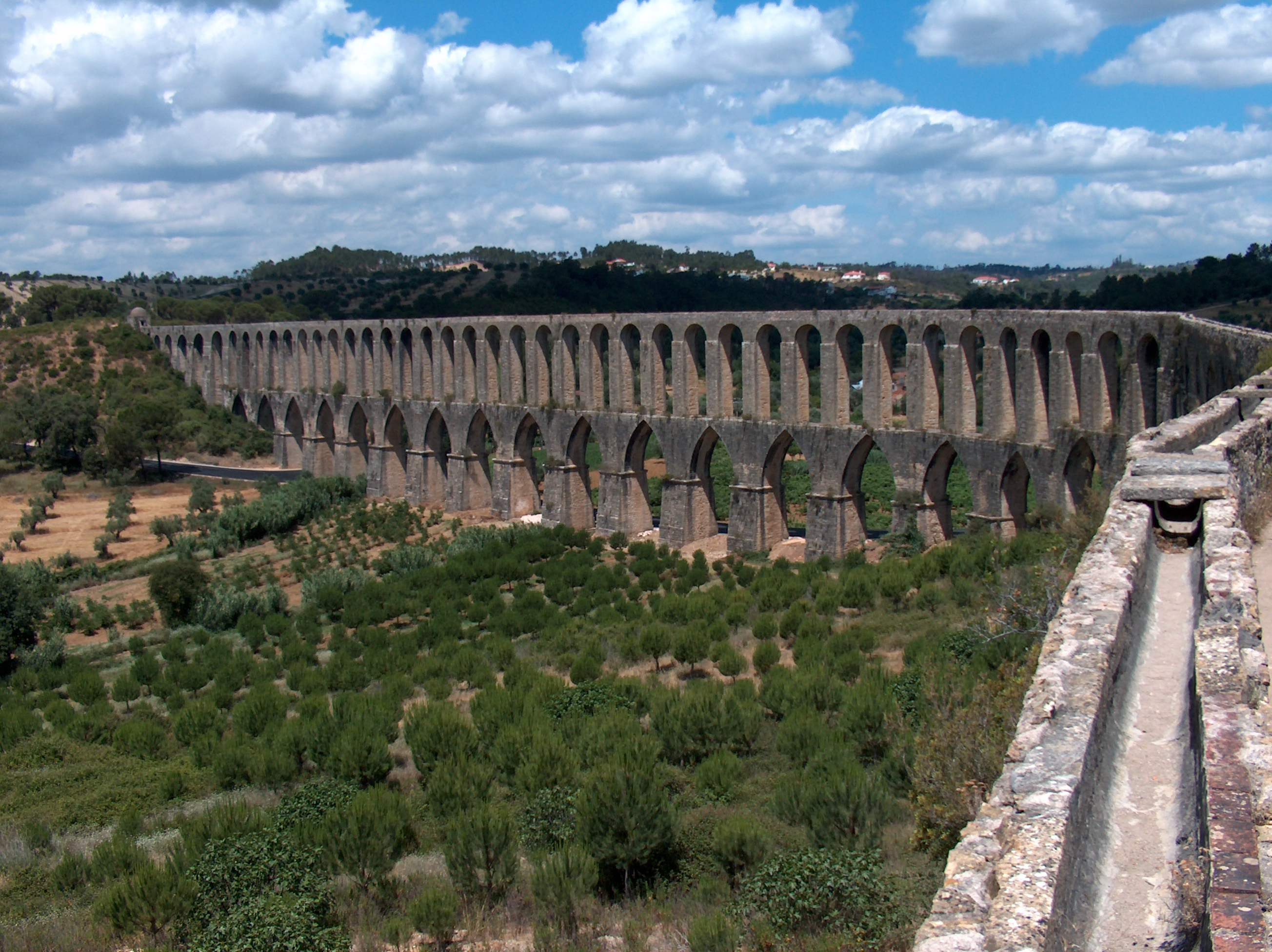
Aqueduc des Pegões : arcs en plein cintre et ogives

La construction de l'aqueduc, commencée en 1593, sous le règne de Philippe Ier du Portugal, sous la direction de Philip Terzio, architecte du roi, a été achevée en 1614 par Pedro de Fernando Torres.

## Description
Dans sa partie aérienne, l'aqueduc, d'une longueur d'environ 6 km, comporte 58 arches en plein cintre, soutenues, au passage d'une profonde vallée, par 16 arches en ogives, le tout lié par des piliers de maçonnerie formant deux grands ponts-aqueducs, dont un à deux niveaux, haut de plus de 30 m. Aux extrémités se dressent deux édifices couverts d'une coupole, abritant chacun un bassin de décantation.

## Monument national
L'aqueduc est classé par l'IPPAR comme monument national depuis 1910.

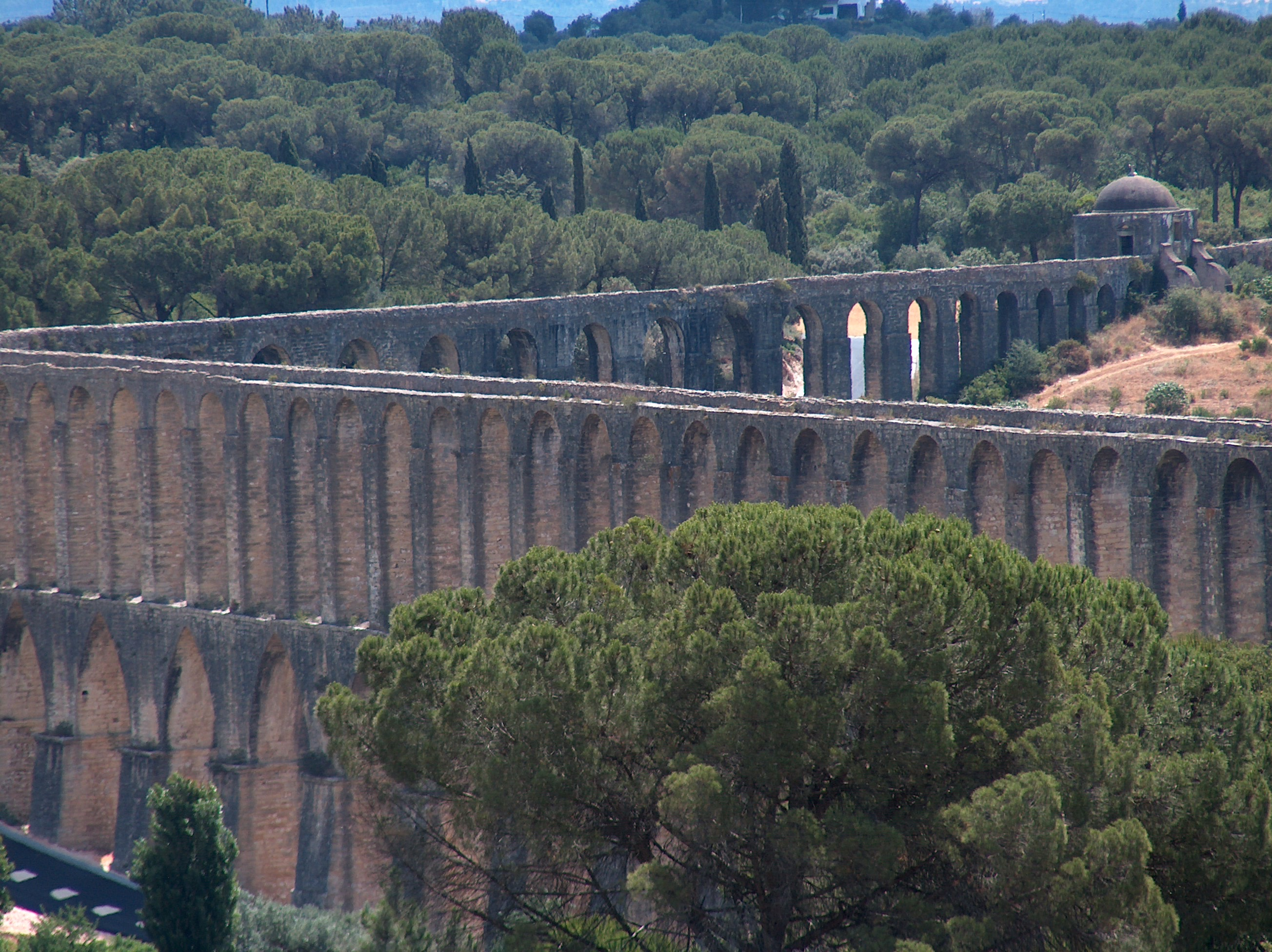
Aqueduc des Pegões : canal, virage, édifice de décantation
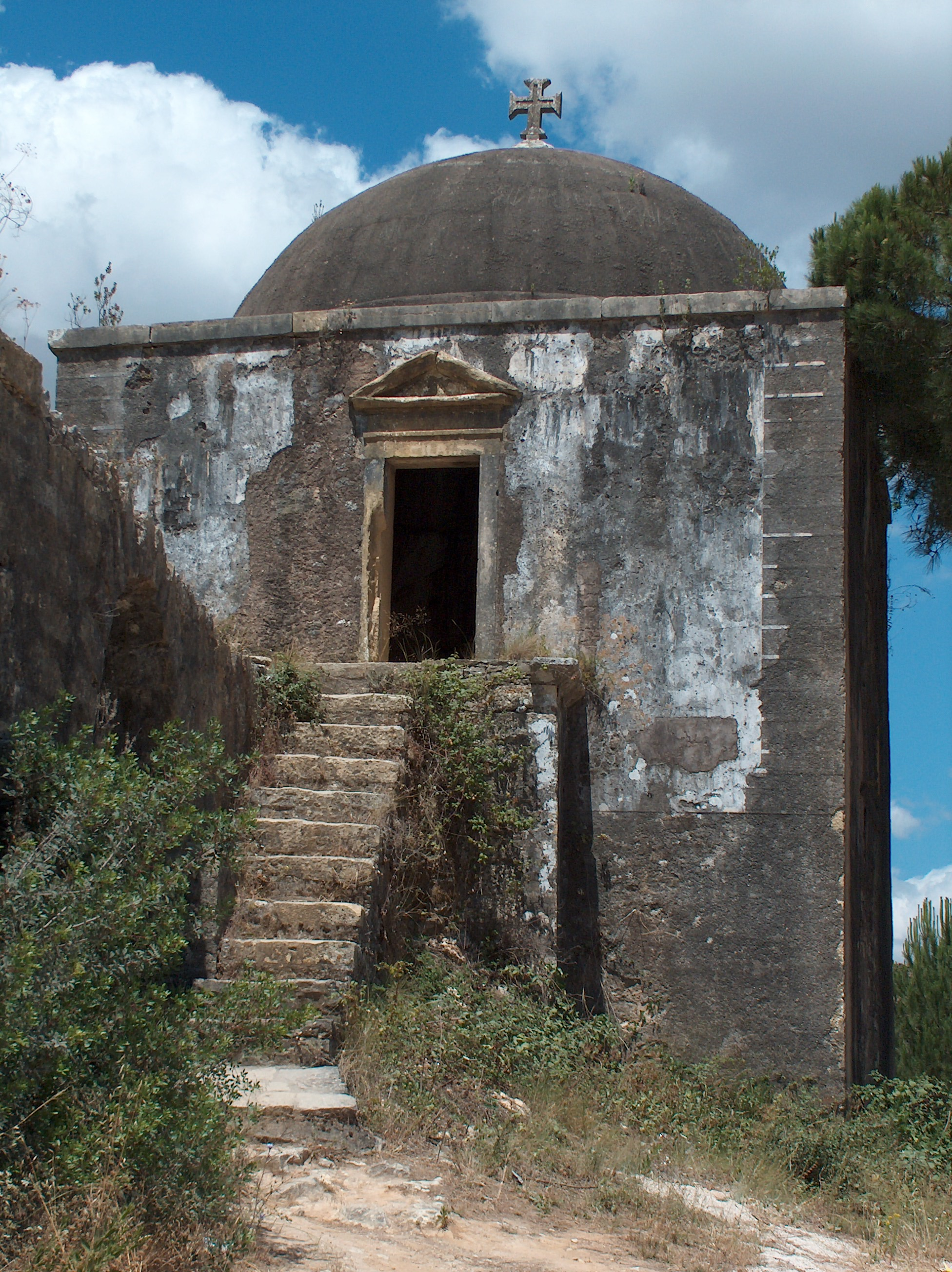
Bâtiment de décantation, sur l'aqueduc des Pegões